# Анчик
Анчик (рос. Анчик) — село Ахвахського району, Дагестану Росії. Входить до складу муніципального утворення Сільрада Анчикська.
Населення — 819 (2010).

## Населення
За даними перепису населення 2002 року в селі мешкало 606 осіб. У тому числі 279 (46,04 %) чоловіків та 327 (53,96 %) жінок.
Переважна більшість мешканців — аварці (78 % усіх мешканців). У селі переважає каратинська мова.